# Nekrolog 2. Quartal 1961
Nekrolog
◄◄
| ◄
| 1957
| 1958
| 1959
| 1960
| 1961 | 1962 | 1963 | 1964 | 1965 | ► | ►►
1. Quartal |
2. Quartal |
3. Quartal |
4. Quartal 1961
Weitere Ereignisse | Allgemeiner Nekrolog 1961
Die Beschreibung der verstorbenen Person sollte so kurz wie möglich gehalten sein und nur deren signifikante Tätigkeit(en) enthalten.
Neue Namen ggf. auch unter dem Geburts- und Sterbedatum, also etwa unter 1. Januar und im Geburts- und Sterbejahr (2024) eintragen (nur bei entsprechender großer Wichtigkeit). Für Beispiele siehe die schon vorhandenen Artikel.
Außerdem über die fünf zuletzt Verstorbenen, zu denen es einen ausreichend guten Artikel für eine Präsentation auf der Hauptseite gibt, nach der todesbedingten Überarbeitung der Artikel ggf. auch unter Wikipedia Diskussion:Hauptseite informieren und sie am besten auch in den anderen Wikipedia-Sprachversionen eintragen. Tipp: Regelmäßig bei news.google.de nach „ist tot“, „gestorben“ oder „verstorben“ suchen.
Wenn eine Person gestorben ist, gibt es viele Seiten zu dieser Person in der Wikipedia, die davon auch betroffen sind und entsprechend aktualisiert werden müssen. Beispiele: Namenübersichtsseite, Geburtsjahr, Geburtsort-Seiten und viele mehr.
Wie finde ich die betroffenen Seiten?
Im Suchfeld auf der linken Seite gibt man den Suchbegriff so ein: „Vorname Nachname“. Dann klickt man auf Volltext und alle Seiten mit entsprechendem Suchtext werden aufgerufen. Hier sieht man dann schnell, wo auch das Todesjahr Sinn macht oder sogar ein Teil des Artikels angepasst werden muss. Auch hilft das „Werkzeug“ auf der linken Seite sehr gut, um solche Seiten aufzufinden: „Links auf diese Seite“. Somit ist die Wikipedia wieder aktuell in allen Bereichen! Hinweis: bei Eintragung der Kategorie „Gestorben JAHR“ wird der Missbrauchsfilter 49 ausgelöst, was jedoch nicht schlimm ist. Siehe: Spezial:Missbrauchsfilter/49
Dies ist eine Liste von im zweiten Quartal 1961 verstorbenen bekannten Persönlichkeiten. Die Einträge erfolgen innerhalb der einzelnen Daten alphabetisch sortiert. Tiere sind im Nekrolog für Tiere zu finden.

## April
| Tag       | Name                                  | Beruf, bekannt als                                                                                              | Alter | Beleg |
| --------- | ------------------------------------- | --- | ----- | ----- |
| 1. April  | Hanna Glinzer                         | deutsche Schulleiterin                                                                                          | 87    |       |
| 1. April  | Wilhelm Polthier                      | deutscher Bibliothekar und Historiker                                                                           | 69    |       |
| 1. April  | Ernst Schott                          | deutscher Jurist und Politiker                                                                                  | 83    |       |
| 1. April  | William Sharp                         | US-amerikanischer Grafiker, Zeichner, Buchillustrator und Karikaturist                                          | 60    |       |
| 1. April  | Wilhelm Spengler                      | deutscher SS-Standartenführer                                                                                   | 54    |       |
| 1. April  | Ignác Udvardy                         | ungarischer Maler                                                                                               | 83    |       |
| 1. April  | Waldemar Unger                        | österreichischer Politiker (SDAP), Landtagsabgeordneter                                                         | 79    |       |
| 1. April  | Franz Wandinger                       | deutscher Goldschmied                                                                                           | 63    |       |
| 2. April  | Amos Valentin Anderson                | finnischer Verleger                                                                                             | 82    |       |
| 2. April  | Ludwig Haucke                         | deutscher Gewerkschafter und Widerstandskämpfer gegen den Nationalsozialismus                                   | 83    |       |
| 2. April  | Wallingford Riegger                   | US-amerikanischer Komponist                                                                                     | 75    |       |
| 2. April  | Andreas Roppelt                       | deutscher Politiker (CDU), MdL Rheinland-Pfalz                                                                  | 70    |       |
| 2. April  | Anton Weiher                          | deutscher Altphilologe und Pädagoge                                                                             | 75    |       |
| 3. April  | Giorgio Walter Chili                  | italienischer Filmregisseur                                                                                     | 42    |       |
| 3. April  | Max Eduard Zeller                     | Schweizer Pharmazeut und Unternehmer                                                                            | 47    |       |
| 3. April  | Oscar Chirimini                       | uruguayischer Fußballspieler                                                                                    | 44    |       |
| 3. April  | Curt Ludwig von Gienanth              | deutscher General der Kavallerie im Zweiten Weltkrieg                                                           | 84    |       |
| 3. April  | Carsten Høeg                          | dänischer Altphilologe und Linguist                                                                             | 64    |       |
| 3. April  | Eliseo Mouriño                        | argentinischer Fußballspieler                                                                                   | 33    |       |
| 3. April  | Leopold Sachse                        | deutsch-US-amerikanischer Opernsänger (Bass), Dirigent und Theaterleiter                                        | 81    |       |
| 3. April  | Rudolf Schwarz                        | deutscher Architekt und Hochschullehrer                                                                         | 63    |       |
| 3. April  | Thomas Alan Stephenson                | britischer Zoologe                                                                                              | 63    |       |
| 3. April  | Georg Stutz                           | Schweizer Psychiater                                                                                            | 63    |       |
| 4. April  | Leonid Bulachowskyj                   | ukrainisch-sowjetischer Linguist und Philologe                                                                  | 73    |       |
| 4. April  | Laura Henson                          | US-amerikanische Tennisspielerin                                                                                | 88    |       |
| 4. April  | Wilhelm Kaspers                       | deutscher Ortsnamenforscher                                                                                     | 71    |       |
| 4. April  | Simion Stoilow                        | rumänischer Mathematiker                                                                                        | 73    |       |
| 4. April  | Oskar Wälterlin                       | Schweizer Schauspieler, Theaterregisseur und Theaterleiter                                                      | 65    |       |
| 5. April  | Olga Máté                             | ungarische Fotografin                                                                                           | 83    |       |
| 5. April  | Kiril Zonew                           | bulgarischer Maler                                                                                              | 65    |       |
| 6. April  | Jules Bordet                          | belgischer Biologe und Immunologe                                                                               | 90    |       |
| 6. April  | W. Wirt Courtney                      | US-amerikanischer Politiker                                                                                     | 71    |       |
| 6. April  | Arnold Grandjean                      | Schweizer Radrennfahrer                                                                                         | 70    |       |
| 6. April  | Hanns Grewenig                        | deutscher Ingenieur und Manager in der Automobilindustrie                                                       | 69    |       |
| 6. April  | Knut Lindberg                         | schwedischer Leichtathlet                                                                                       | 79    |       |
| 6. April  | Heinrich Wenke                        | deutscher Politiker (SPD), MdL                                                                                  | 72    |       |
| 7. April  | Anna Adlhoch                          | Frau von Hans Adlhoch                                                                                           | 85    |       |
| 7. April  | Vanessa Bell                          | britische Malerin und Innenarchitektin                                                                          | 81    |       |
| 7. April  | Felix Frankl                          | österreichisch-sowjetischer Mathematiker, Physiker und Hochschullehrer                                          | 56    |       |
| 7. April  | Jesus Guridi                          | baskisch-spanischer Komponist                                                                                   | 74    |       |
| 7. April  | Rudolf Krull                          | deutscher Verwaltungsbeamter und Manager                                                                        | 74    |       |
| 7. April  | William Arundel Orchard               | australischer Organist, Dirigent, Komponist und Musikpädagoge englischer Herkunft                               | 93    |       |
| 7. April  | Hubert Ritzenhofen                    | deutscher Maler                                                                                                 | 81    |       |
| 7. April  | Giani Stuparich                       | italienischer Schriftsteller                                                                                    | 70    |       |
| 7. April  | Fritz Windisch                        | deutscher Brauwissenschaftler und Gärungschemiker                                                               | 65    |       |
| 8. April  | Franz Bänsch                          | deutscher katholischer Ordensgeistlicher                                                                        | 62    |       |
| 8. April  | Alan Barrett                          | britischer Ruderer                                                                                              | 48    |       |
| 8. April  | Kurt Hess                             | deutscher Chemiker                                                                                              | 72    |       |
| 8. April  | Maria Annunziata von Österreich       | Erzherzogin von Österreich                                                                                      | 84    |       |
| 8. April  | August Meinel                         | schweizerischer Geigenbauer                                                                                     | 92    |       |
| 8. April  | Walburga Oesterreich                  | US-amerikanische Hausfrau und Gattin eines wohlhabenden Textilfabrikanten                                       |       |       |
| 8. April  | Heinrich Rothmund                     | Chef der Eidgenössischen Fremdenpolizei                                                                         | 72    |       |
| 8. April  | Otto von Strahl                       | deutscher Diplomat und Widerstandskämpfer                                                                       | 78    |       |
| 8. April  | Friedrich Szenkuröck                  | österreichischer Politiker (SPÖ), Landtagspräsident im Burgenland                                               | 50    |       |
| 9. April  | Friedrich Wilhelm Eckhardt            | deutscher Ingenieur, Chefkonstrukteur der Berliner Maschinenbau                                                 | 69    |       |
| 9. April  | Oliver Onions                         | britischer Schriftsteller                                                                                       | 87    |       |
| 9. April  | Josef Rest                            | deutscher Bibliothekar                                                                                          | 76    |       |
| 9. April  | Hermann Schneider                     | deutscher Germanist                                                                                             | 74    |       |
| 9. April  | Ahmet Zogu                            | König der Albaner                                                                                               | 65    |       |
| 10. April | Kurt Annecke                          | deutscher Apotheker, Lebensmittelchemiker und Ministerialbeamter                                                | 58    |       |
| 10. April | Ernst Bickel                          | deutscher Klassischer Philologe                                                                                 | 84    |       |
| 10. April | Nils Carl Gustaf Fersen Gyldenstolpe  | schwedischer Zoologe und Ornithologe                                                                            | 74    |       |
| 10. April | Wilhelm Holert                        | deutscher Unternehmer                                                                                           | 93    |       |
| 10. April | Hermann Pfannmüller                   | deutscher Mediziner und Aktion T4-Gutachter                                                                     | 74    |       |
| 10. April | Ernst Heinrich Schliepe               | deutscher Komponist                                                                                             | 67    |       |
| 11. April | James Joseph McCann                   | Politiker der Liberalen Partei Kanadas                                                                          | 74    |       |
| 11. April | Sophie Seggel                         | deutsche Frauenrechtlerin und Kommunalpolitikerin                                                               | 86    |       |
| 12. April | Mubarek Bekkai                        | marokkanischer Politiker; erster Premierminister von Marokko (1955–1958)                                        | 53    |       |
| 12. April | Nils-Eric Fougstedt                   | finnischer Dirigent und Komponist                                                                               | 50    |       |
| 12. April | Paul Irrl                             | österreichischer Fußballspieler und -funktionär                                                                 | 72    |       |
| 12. April | Hans Krech                            | deutscher Sprechwissenschaftler und Hochschullehrer                                                             | 46    |       |
| 12. April | Emil Liebitzky                        | österreichischer General                                                                                        | 68    |       |
| 12. April | James Joseph Mallon                   | britischer Sozialreformer und politischer Aktivist                                                              | 86    |       |
| 12. April | Imre Sarkadi                          | ungarischer Schriftsteller                                                                                      | 39    |       |
| 12. April | Theodor Siebert                       | deutscher Kraftsportler, Lebensreformer und Pionier des Bodybuildings                                           | 94    |       |
| 12. April | Ingram M. Stainback                   | US-amerikanischer Politiker, neunter Territorialgouverneur von Hawaii                                           | 77    |       |
| 12. April | James Sheridan Tansey                 | US-amerikanischer Filmschauspieler                                                                              | 56    |       |
| 13. April | Simon Bamberger                       | deutscher, später israelischer Rabbiner                                                                         | 89    |       |
| 13. April | John A. Bennett                       | US-amerikanischer Soldat                                                                                        | 26    |       |
| 13. April | Réginald de Croÿ                      | belgischer Diplomat                                                                                             | 82    |       |
| 13. April | Marie Fikáčková                       | tschechische Massenmörderin                                                                                     | 24    |       |
| 13. April | Rudolph Künkler                       | deutscher Jurist und Politiker (USDP, SPD), MdBB                                                                | 87    |       |
| 13. April | Theodor von Lüpke                     | deutscher Architekt, preußischer Baubeamter, Dokumentarfotograf                                                 | 88    |       |
| 13. April | Edmond Pichon                         | französischer Automobilrennfahrer                                                                               | 78    |       |
| 13. April | Florence Shoemaker Thompson           | US-amerikanische Polizistin                                                                                     | 68    |       |
| 14. April | Émile Henriot                         | französischer Journalist, Schriftsteller und Literaturkritiker                                                  | 72    |       |
| 14. April | Heinrich Hoeniger                     | deutscher Jurist, Rechtswissenschaftler und Sachbuchautor                                                       | 81    |       |
| 14. April | Flora Klee-Palyi                      | deutsch-ungarische Holzschneiderin, Illustratorin, Übersetzerin und Herausgeberin französischer Dichtung        | 67    |       |
| 14. April | Harry Ryan                            | englischer Radrennfahrer                                                                                        | 67    |       |
| 14. April | Leonard Slatter                       | britischer Luftwaffenoffizier                                                                                   | 66    |       |
| 14. April | José María Sobral                     | argentinischer Marineoffizier, Geologe, Polarforscher und Konsul                                                | 81    |       |
| 14. April | Gustav Steinbauer                     | österreichischer Jurist                                                                                         | 71    |       |
| 15. April | Karl Buslepp                          | deutscher Gymnasiallehrer und Altphilologe                                                                      | 85    |       |
| 15. April | Johannes Gehring                      | deutscher evangelischer Theologe, Herausgeber einer Fachzeitschrift für evangelische Kinderpflege               | 87    |       |
| 15. April | Jakob Keller                          | Landtagsabgeordneter Volksstaat Hessen                                                                          | 87    |       |
| 15. April | Ludwig Roiger                         | Mitglied des Bayerischen Landtags (SPD)                                                                         | 59    |       |
| 15. April | Mary Chase Perry Stratton             | US-amerikanische Keramikkünstlerin                                                                              | 94    |       |
| 16. April | Adalberto Lara de Almeida             | brasilianischer Seeoffizier                                                                                     | 75    |       |
| 16. April | Jeanne Desjardins                     | kanadische Sängerin                                                                                             | 57    |       |
| 16. April | Bruno Doehring                        | evangelischer Theologe und Politiker (DNVP), MdR                                                                | 82    |       |
| 16. April | Charles Gifford, 5. Baron Gifford     | britischer Soldat und Adeliger                                                                                  | 62    |       |
| 16. April | Carl I. Hovland                       | US-amerikanischer Psychologe                                                                                    | 48    |       |
| 16. April | Julius Pinschewer                     | deutscher Filmproduzent und Pionier des Werbefilms                                                              | 77    |       |
| 16. April | Hans Szym                             | deutscher Kunstmaler                                                                                            | 67    |       |
| 17. April | Andreas Boßler                        | deutscher Unternehmer                                                                                           | 77    |       |
| 17. April | Hermann Euler                         | deutscher Zahnmediziner                                                                                         | 82    |       |
| 17. April | Ferdinand Wiethold                    | deutscher Rechtsmediziner und Hochschullehrer                                                                   | 67    |       |
| 18. April | Louis Leroy                           | französischer Geistlicher, Oblate der Makellosen Jungfrau Maria                                                 | 37    |       |
| 18. April | Rudolf Anatol von Petz                | österreichischer Journalist und Verleger                                                                        | 74    |       |
| 18. April | Abraham Plessner                      | sowjetischer Mathematiker                                                                                       | 61    |       |
| 18. April | Oswald Roux                           | österreichischer Maler                                                                                          | 81    |       |
| 18. April | Karl Wahl                             | deutscher Ingenieur und Industrieller                                                                           | 91    |       |
| 19. April | Julius Hoppenrath                     | deutscher Politiker (NSDAP), Finanzsenator in Danzig und Oberfinanzpräsident im Reichsgau Danzig-Westpreußen    | 80    |       |
| 19. April | Francis Humphreys                     | irischer Politiker (Fianna Fáil)                                                                                | 69    |       |
| 19. April | Friedrich Kerst                       | deutscher Schriftsteller, Heimatforscher und Lehrer                                                             | 91    |       |
| 19. April | Hans Müller                           | deutscher Jurist, Verwaltungsbeamter und Politiker (CSU)                                                        | 76    |       |
| 19. April | Manuel Quiroga Losada                 | spanischer Violinist und Komponist                                                                              | 69    |       |
| 20. April | Pierre Audiat                         | französischer Journalist, Romanist und Literaturwissenschaftler                                                 | 69    |       |
| 20. April | Klaus Graf von Baudissin              | deutscher Kunsthistoriker und SS-Führer                                                                         | 69    |       |
| 20. April | Rudolf Bechstein                      | deutscher Landschaftsmaler und Fotograf                                                                         | 64    |       |
| 20. April | Wulf Bley                             | deutscher Schriftsteller                                                                                        | 70    |       |
| 20. April | Edward J. Hart                        | US-amerikanischer Politiker                                                                                     | 68    |       |
| 20. April | Julius Rank                           | deutscher Politiker                                                                                             | 78    |       |
| 20. April | Karl Schöpp                           | deutscher Schauspieler, Sänger und Theaterregisseur                                                             | 89    |       |
| 20. April | Al Singer                             | US-amerikanischer Boxer                                                                                         | 51    |       |
| 21. April | Leo Abl                               | deutscher Landwirtschaftswissenschaftler und Hochschullehrer                                                    | 76    |       |
| 21. April | Bruno Becher                          | deutscher Jurist und Politiker (FDP), MdL, rheinland-pfälzischer Justizminister                                 | 62    |       |
| 21. April | Paul Binswanger                       | deutscher Literaturwissenschaftler und Essayist                                                                 | 64    |       |
| 21. April | Isabelle d’Orléans, duchesse de Guise | französische Monarchistin                                                                                       | 82    |       |
| 21. April | Charlotte Marsh                       | englisch-britische Suffragette und Sozialarbeiterin                                                             | 74    |       |
| 21. April | Serafino Mazzarocchi                  | italienischer Turner                                                                                            | 71    |       |
| 21. April | James Melton                          | US-amerikanischer Sänger                                                                                        | 57    |       |
| 21. April | Marie Muthreich                       | deutsche Lyrikerin, Erzählerin und Biographin                                                                   | 76    |       |
| 21. April | Otto zur Strassen                     | deutscher Zoologe                                                                                               | 91    |       |
| 22. April | Hans Julius Kehrl                     | Polizeipräsident in Hamburg zur Zeit des Nationalsozialismus                                                    | 68    |       |
| 22. April | Ernst Lindenbauer                     | Oberbereiter an der Spanischen Hofreitschule in Wien                                                            | 79    |       |
| 23. April | Vinzenz Strohmaier                    | österreichischer Politiker (CSP), Abgeordneter zum Nationalrat                                                  | 70    |       |
| 23. April | King Swope                            | US-amerikanischer Politiker                                                                                     | 67    |       |
| 23. April | Hans Weisbach                         | deutscher Dirigent und städtischer Generalmusikdirektor in Düsseldorf, Hagen und Wuppertal                      | 75    |       |
| 24. April | Henri Aldebert                        | französischer Wintersportler                                                                                    | 80    |       |
| 24. April | Rosario Bourdon                       | kanadischer Cellist, Dirigent, Komponist und Arrangeur                                                          | 76    |       |
| 24. April | Bolesław Czarniawski                  | polnisch-sowjetischer Generalleutnant                                                                           | 62    |       |
| 24. April | Eugen Preiß                           | österreichischer Schauspieler und Regisseur bei Bühne und Film                                                  | 88    |       |
| 24. April | Heinrich Puthon                       | österreichischer Präsident der Salzburger Festspiele                                                            | 88    |       |
| 24. April | Rudolf Tischner                       | deutscher Augenarzt, Okkultist und Schriftsteller                                                               | 82    |       |
| 25. April | Hans Friedrich Blunck                 | deutscher Jurist und Schriftsteller                                                                             | 72    |       |
| 25. April | Vittorio Cerruti                      | italienischer Diplomat                                                                                          | 79    |       |
| 25. April | Marcel Garchery                       | französischer General                                                                                           | 84    |       |
| 25. April | Robert Garrett                        | US-amerikanischer Leichtathlet und Tauzieher                                                                    | 85    |       |
| 25. April | George Melford                        | US-amerikanischer Schauspieler und Filmregisseur                                                                | 84    |       |
| 25. April | Václav Pšenička senior                | tschechoslowakischer Gewichtheber                                                                               | 54    |       |
| 25. April | Max Schütz                            | deutscher Politiker (KPD), MdR                                                                                  | 66    |       |
| 26. April | Hari Singh                            | Maharaja von Jammu und Kaschmir                                                                                 | 65    |       |
| 26. April | Hermann Harless                       | deutscher Reformpädagoge                                                                                        | 73    |       |
| 26. April | Otto Rudolf Schatz                    | österreichischer Maler und Grafiker                                                                             | 61    |       |
| 26. April | Gustav Ucicky                         | deutscher Filmregisseur, Sohn von Gustav Klimt                                                                  | 61    |       |
| 27. April | Roy Del Ruth                          | US-amerikanischer Regisseur                                                                                     | 67    |       |
| 27. April | Josef Scheuber                        | Schweizer Geistlicher und Pädagoge                                                                              | 80    |       |
| 27. April | Artur Tarimäe                         | estnischer Fußballspieler                                                                                       | 53    |       |
| 28. April | Georg Albertsen                       | dänischer Turner                                                                                                | 71    |       |
| 28. April | Wilhelm Clausen                       | deutscher Mediziner                                                                                             | 82    |       |
| 28. April | Erich A. Collin                       | deutscher Sänger, 2. Tenor des Vokalensembles Comedian Harmonists                                               | 61    |       |
| 28. April | Karl Erich Marung                     | deutscher Arzt und Ministerialbeamter                                                                           | 84    |       |
| 29. April | Karl Foltz                            | deutscher katholischer Priester, Prälat, Stifter und Erbauer der Pfarrkirche von Waldfischbach-Burgalben        | 95    |       |
| 29. April | Marco Frank                           | österreichischer Komponist, Bratschist und Musikpädagoge                                                        | 80    |       |
| 29. April | Cisco Houston                         | US-amerikanischer Folkmusiker                                                                                   | 42    |       |
| 29. April | Miff Mole                             | US-amerikanischer Jazz-Posaunist                                                                                | 63    |       |
| 29. April | René Savoie                           | Schweizer Eishockeyspieler                                                                                      | 65    |       |
| 29. April | Hermann Stremme                       | deutscher Bodenkundler                                                                                          | 81    |       |
| 30. April | Jan De Bie                            | belgischer Fußballtorhüter                                                                                      | 68    |       |
| 30. April | Jessie Redmon Fauset                  | US-amerikanische Schriftstellerin und Publizistin                                                               | 79    |       |
| 30. April | Ludwig Ganter                         | deutscher Jurist                                                                                                | 85    |       |
| 30. April | Hanns Klemm                           | deutscher Ingenieur und Unternehmer                                                                             | 76    |       |
| 30. April | Walter Johannes Moeschlin             | Schweizer Maler, Illustrator, Lyriker und Kunstkritiker                                                         | 58    |       |
| 30. April | Fritz Naphtali                        | deutscher Kaufmann, Wirtschaftsjournalist, Sozialdemokrat und Gewerkschafter, später israelischer Finanzmini... | 73    |       |
| 30. April | Heinrich Portmann                     | deutscher katholischer Priester, Kirchenrechtler und Schriftsteller                                             | 55    |       |
| April     | Rudolf Reiff                          | deutscher Schauspieler                                                                                          | 59    |       |
| April     | Karl Ludwig Schreiber                 | deutscher Schauspieler                                                                                          | 50    |       |

## Mai
| Tag     | Name                               | Beruf, bekannt als                                                                                       | Alter | Beleg |
| ------- | ---------------------------------- | --- | ----- | ----- |
| 01. Mai | Patrick Brennan                    | kanadischer Lacrossespieler                                                                              | 83    |       |
| 1. Mai  | Karl Eder                          | österreichischer Historiker                                                                              | 71    |       |
| 1. Mai  | Paul Geheeb                        | deutscher Reformpädagoge                                                                                 | 90    |       |
| 1. Mai  | Carl E. Milliken                   | Gouverneur von Maine                                                                                     | 83    |       |
| 1. Mai  | Hugo Werner-Kahle                  | deutscher Schauspieler                                                                                   | 78    |       |
| 2. Mai  | Louis P. Bénézet                   | US-amerikanischer Pädagoge und Professor am Dartmouth College                                            | 83    |       |
| 2. Mai  | Paul Heinzelmann                   | deutscher Schriftsteller, Drucker und Verleger                                                           | 73    |       |
| 2. Mai  | Egon Lustgarten                    | österreichischer Dirigent und Komponist                                                                  | 73    |       |
| 2. Mai  | Ivan Mirtschuk                     | ukrainischer Philosoph, Kulturhistoriker und gesellschaftlicher Aktivist                                 | 69    |       |
| 2. Mai  | Erich Weniger                      | deutscher Pädagoge                                                                                       | 66    |       |
| 2. Mai  | Franz Elfried Wimmer               | österreichischer Geistlicher und Botaniker                                                               | 79    |       |
| 3. Mai  | Dickie Boon                        | kanadischer Eishockeyspieler                                                                             | 83    |       |
| 3. Mai  | Maurice Merleau-Ponty              | französischer Philosoph                                                                                  | 53    |       |
| 3. Mai  | Eugen Nesper                       | deutscher Ingenieur, Hochfrequenztechniker und Pionier der drahtlosen Übertragung                        | 81    |       |
| 3. Mai  | Hans Seel                          | deutscher Pharmakologe und Hochschullehrer                                                               | 62    |       |
| 3. Mai  | Petro Evstaf'evic Stojan           | russischer Bibliograph und Lexikograph des Russischen und des Esperanto                                  | 76    |       |
| 3. Mai  | Walerian Michailowitsch Wassiljew  | sowjetischer Sprachforscher und Folklorist                                                               | 78    |       |
| 3. Mai  | Yanagi Muneyoshi                   | japanischer Philosoph und Begründer der Volkskunst-Bewegung                                              | 72    |       |
| 4. Mai  | Wouter Brouwer                     | niederländischer Fechter                                                                                 | 78    |       |
| 4. Mai  | Raffaele De Caro                   | italienischer Politiker                                                                                  | 78    |       |
| 4. Mai  | Johannes Hengeveld                 | niederländischer Tauzieher und olympischer Silbermedaillengewinner                                       | 66    |       |
| 4. Mai  | Robert Pracht                      | deutscher Schulmusiker und Komponist                                                                     | 83    |       |
| 4. Mai  | Anita Stewart                      | US-amerikanische Schauspielerin                                                                          | 66    |       |
| 4. Mai  | Herbert Westren Turnbull           | englischer Mathematiker                                                                                  | 75    |       |
| 5. Mai  | Emmerich Bartzer                   | rumänisch-deutscher Violinist und Komponist                                                              | 65    |       |
| 5. Mai  | Klaus Conrad                       | deutscher Neurologe und Psychiater                                                                       | 55    |       |
| 5. Mai  | Alessandro Fantini                 | italienischer Radrennfahrer                                                                              | 29    |       |
| 5. Mai  | Ernst Leupold                      | deutscher Pathologe und Hochschullehrer                                                                  | 76    |       |
| 5. Mai  | Alexander MacMillan                | kanadischer presbyterianischer Pfarrer und Hymnologe                                                     | 96    |       |
| 5. Mai  | Hans Nabholz                       | Schweizer Lehrer, Historiker, Archivar und Politiker                                                     | 86    |       |
| 5. Mai  | Leo Petri                          | deutscher Generalleutnant der Waffen-SS und SS-Gruppenführer                                             | 84    |       |
| 5. Mai  | Eduard Uhlenhuth                   | österreichisch-US-amerikanischer Anatom                                                                  | 75    |       |
| 6. Mai  | Lucian Blaga                       | rumänischer Philosoph, Journalist, Dichter, Übersetzer, Wissenschaftler und Diplomat                     | 65    |       |
| 6. Mai  | Maggy Breittmayer                  | Schweizer Geigerin                                                                                       | 72    |       |
| 6. Mai  | Theodor Herzog                     | deutscher Botaniker                                                                                      | 80    |       |
| 6. Mai  | Joachim Kaintzik                   | deutscher Kriminalpolizist und Gestapobeamter                                                            | 55    |       |
| 6. Mai  | Hubert Korbacher                   | deutscher Politiker (BVP), MdR                                                                           | 68    |       |
| 6. Mai  | Friedrich Krebs                    | deutscher Jurist und Politiker (NSDAP), MdL                                                              | 66    |       |
| 6. Mai  | Rolla C. McMillen                  | US-amerikanischer Politiker                                                                              | 80    |       |
| 6. Mai  | Erich Schmidt-Kabul                | deutscher Bildhauer                                                                                      | 63    |       |
| 6. Mai  | Hubert Schumacher                  | luxemburgischer Architekt, Urbanist und Maler                                                            | 64    |       |
| 6. Mai  | Josef Zinner                       | tschechoslowakischer Politiker und Gewerkschafter                                                        | 67    |       |
| 7. Mai  | ʿAbd al-ʿAlī al-Hasanī             | indischer islamischer Gelehrter                                                                          | 67    |       |
| 7. Mai  | Élie Decahors                      | französischer Romanist und Literaturwissenschaftler                                                      | 76    |       |
| 7. Mai  | Kurd E. Heyne                      | deutscher Schauspieler, Regisseur, Kabarettist und Autor                                                 | 54    |       |
| 7. Mai  | Jakob Kaiser                       | deutscher Politiker (Zentrum, CDU), MdR, MdB                                                             | 73    |       |
| 7. Mai  | Adolf Saenger                      | deutscher Maler und Bildhauer                                                                            | 77    |       |
| 7. Mai  | Martin Schreiber                   | österreichischer Politiker                                                                               | 81    |       |
| 7. Mai  | Carmel Snow                        | irische Modejournalistin                                                                                 | 73    |       |
| 8. Mai  | Otto Bergmann                      | deutscher kommunistischer Widerstandskämpfer                                                             | 61    |       |
| 8. Mai  | Werner Jakstein                    | deutscher Architekt, Maler, Schriftsteller und Architekturhistoriker                                     | 85    |       |
| 8. Mai  | Knud Krabbe                        | dänischer Neurologe                                                                                      | 76    |       |
| 8. Mai  | Robert Kudicke                     | deutscher Sanitätsoffizier und Tropenmediziner, verantwortlich für tödliche Menschenversuche             | 84    |       |
| 8. Mai  | Karl Prusik                        | Präsident des Österreichischen Alpenklubs                                                                | 64    |       |
| 9. Mai  | Johann Lang                        | deutscher Jurist                                                                                         | 72    |       |
| 9. Mai  | Josef Hans Lazar                   | österreichisch-deutscher Diplomat und Presseattaché                                                      | 65    |       |
| 9. Mai  | Heinrich Löhe                      | deutscher Dermatologe und Hochschullehrer                                                                | 83    |       |
| 9. Mai  | Guy L. Moser                       | US-amerikanischer Politiker                                                                              | 75    |       |
| 9. Mai  | Vaadjuv Nyqvist                    | norwegischer Segler                                                                                      | 58    |       |
| 9. Mai  | Ernst Scharstein                   | deutscher Maler                                                                                          | 84    |       |
| 9. Mai  | Paul Schumann                      | deutscher Tierarzt                                                                                       | 77    |       |
| 9. Mai  | Diedrich Steilen                   | norddeutscher Heimatpfleger                                                                              | 80    |       |
| 10. Mai | Ricardo Diego Alduvín Lozano       | honduranischer Diplomat                                                                                  | 77    |       |
| 10. Mai | Luciano Doria                      | italienischer Journalist und Filmregisseur sowie -produzent                                              | 69    |       |
| 10. Mai | Elisabeth Grünwaldt                | deutsche Erzieherin, Puppengestalterin, Kostümbildnerin und Scherenschnittkünstlerin                     | 89    |       |
| 10. Mai | Hermann Lange-Hegermann            | deutscher Kaufmann und Politiker (Zentrum), MdR                                                          | 84    |       |
| 10. Mai | Pauline von Montgelas              | deutsche Frauenrechtlerin, im Deutschen Katholischen Frauenbund tätig                                    | 87    |       |
| 10. Mai | Marie Nörenberg                    | deutsche Bibliothekarin                                                                                  | 79    |       |
| 11. Mai | Peter Alfred Gorer                 | britischer Pathologe, Immunologe und Genetiker                                                           | 54    |       |
| 11. Mai | Hermann Hiltbrunner                | Schweizer Schriftsteller                                                                                 | 67    |       |
| 12. Mai | Tony Bettenhausen                  | US-amerikanischer Rennfahrer                                                                             | 44    |       |
| 12. Mai | Heinrich Hömberg                   | deutscher Politiker (WP), MdR und Geschäftsmann                                                          | 68    |       |
| 12. Mai | Hermann R. O. Knothe               | deutscher Landschafts- und Porträtmaler                                                                  | 70    |       |
| 12. Mai | Vincenz Müller                     | deutscher Militär und Politiker (NDPD), MdV                                                              | 66    |       |
| 12. Mai | Wilhelm Wittbrodt                  | deutscher Reformpädagoge und Politiker                                                                   | 82    |       |
| 13. Mai | Gary Cooper                        | US-amerikanischer Schauspieler                                                                           | 60    |       |
| 13. Mai | José Oleaga Guerequiz              | spanischer römisch-katholischer Ordensgeistlicher                                                        | 50    |       |
| 13. Mai | Maarten Grobbe                     | niederländischer Fußballspieler                                                                          | 59    |       |
| 13. Mai | Carl Lagershausen                  | deutscher Manager und Politiker (DVP, DNVP), MdL                                                         | 85    |       |
| 13. Mai | Robert Perlen                      | deutscher jüdischer Jurist                                                                               | 76    |       |
| 13. Mai | Germán Vega Campón                 | spanischer Ordensgeistlicher, römisch-katholischer Prälat von Jataí                                      | 82    |       |
| 13. Mai | Jurij Woronyj                      | ukrainisch-sowjetischer Chirurg                                                                          | 65    |       |
| 13. Mai | Alf Zengerling                     | deutscher Filmregisseur, Drehbuchautor und Filmproduzent                                                 | 77    |       |
| 13. Mai | Paul Zsolnay                       | österreichischer Verleger                                                                                | 65    |       |
| 14. Mai | Hermann Dersch                     | deutscher Jurist                                                                                         | 78    |       |
| 14. Mai | Wilhelm Koban                      | deutscher Architekt                                                                                      | 75    |       |
| 14. Mai | Harry Alabaster Parker             | neuseeländischer Tennisspieler                                                                           | 88    |       |
| 14. Mai | Christian Simony                   | dänischer Inspektor von Grönland                                                                         | 79    |       |
| 14. Mai | Friedrich Würzbach                 | deutscher Philosoph, Publizist und Naturwissenschaftler                                                  | 74    |       |
| 15. Mai | Cletus Joseph Benjamin             | US-amerikanischer Geistlicher und Weihbischof in Philadelphia                                            | 52    |       |
| 15. Mai | Martha Cunz                        | schweizerische Holzschneiderin                                                                           | 85    |       |
| 15. Mai | Tommy Gorman                       | kanadischer Sportler und Funktionär                                                                      | 74    |       |
| 15. Mai | Emil Münch                         | deutscher Kommunalpolitiker                                                                              | 69    |       |
| 15. Mai | Hans-Jürgen von Witzendorff        | deutscher Offizier, zuletzt Generalleutnant im Zweiten Weltkrieg                                         | 67    |       |
| 16. Mai | Walther Beyermann                  | deutscher Maler                                                                                          | 75    |       |
| 16. Mai | Fritz Fuglsang                     | deutsch-dänischer Kunsthistoriker und Museumsdirektor                                                    | 64    |       |
| 16. Mai | Karl Linke                         | deutscher Offizier, zuletzt Oberst d.R.                                                                  | 61    |       |
| 16. Mai | Heinrich Ottenjann                 | deutscher Gymnasiallehrer und Gründer des Museumsdorf Cloppenburg                                        | 75    |       |
| 16. Mai | Ralf Törngren                      | finnischer Politiker, Mitglied des Reichstags und Ministerpräsident                                      | 62    |       |
| 17. Mai | Fritz Baumgarten                   | deutscher Fußballspieler                                                                                 | 74    |       |
| 17. Mai | Henri Gagnon                       | kanadischer Organist, Komponist und Musikpädagoge                                                        | 74    |       |
| 17. Mai | Franz Herrig                       | deutscher Politiker (SPD), MdL                                                                           | 54    |       |
| 17. Mai | Olha Hruschewska                   | ukrainische Literaturwissenschaftlerin                                                                   | 83    |       |
| 17. Mai | Wladimir Jakowlewitsch Kolpaktschi | sowjetischer Generaloberst und Armeeführer im Zweiten Weltkrieg                                          | 61    |       |
| 17. Mai | Franz Ruttner                      | deutscher Limnologe                                                                                      | 79    |       |
| 17. Mai | Marius Saïn                        | französischer Bildhauer                                                                                  |       |       |
| 17. Mai | Karl Wilhelm Steinhorst            | deutscher NSDAP-Funktionär und Kreisleiter                                                               | 50    |       |
| 17. Mai | Hans Strohofer                     | österreichischer Maler und Grafiker                                                                      | 75    |       |
| 17. Mai | Frans Van Cauwelaert               | belgischer Politiker und Hochschullehrer                                                                 | 81    |       |
| 18. Mai | Louise Hellstrom                   | US-amerikanische Künstlerin, Kunstmäzenin, Designerin und Sammlerin                                      | 78    |       |
| 18. Mai | Manuel de Montoliu                 | spanischer Romanist, Katalanist, Hispanist und Übersetzer                                                | 84    |       |
| 18. Mai | Henry O’Neill                      | US-amerikanischer Schauspieler                                                                           | 69    |       |
| 18. Mai | Hermann Reimers                    | deutscher Autor und Botaniker                                                                            | 67    |       |
| 18. Mai | Ottilie Schoenewald                | deutsche Politikerin und Frauenrechtlerin                                                                | 77    |       |
| 18. Mai | Eugen Sommer                       | deutscher Politiker (CDU), MdL Rheinland-Pfalz                                                           | 84    |       |
| 18. Mai | Viljo Vesterinen                   | finnischer Akkordeonspieler und Komponist                                                                | 54    |       |
| 18. Mai | August Weinhold                    | deutscher Politiker (SPD), MdB                                                                           | 68    |       |
| 19. Mai | William Asbury                     | britischer Politiker der Labour Party                                                                    |       |       |
| 19. Mai | Edward Berggren                    | schwedischer Maler und Kunstpädagoge                                                                     | 84    |       |
| 19. Mai | August Gräser                      | deutscher Kommunalbeamter und -politiker                                                                 | 83    |       |
| 19. Mai | Betty Heimann                      | deutsche Indologin                                                                                       | 73    |       |
| 19. Mai | Richard Kuöhl                      | deutscher Bildhauer                                                                                      | 80    |       |
| 19. Mai | Robert Liebenthal                  | deutscher Architekt und preußischer Baubeamter                                                           | 76    |       |
| 19. Mai | George W. Malone                   | US-amerikanischer Politiker                                                                              | 70    |       |
| 19. Mai | Josef Pichler                      | österreichischer Politiker (CS), Abgeordneter zum Nationalrat                                            | 78    |       |
| 19. Mai | Peter Rassow                       | deutscher Historiker und Hochschullehrer                                                                 | 71    |       |
| 19. Mai | Rudolf Riggenbach                  | Schweizer Kunsthistoriker und Denkmalpfleger von Basel-Stadt (1932–1954)                                 | 78    |       |
| 19. Mai | Wilhelm Sante                      | deutscher Senator in Oldenburg                                                                           | 75    |       |
| 19. Mai | Lewis Watson                       | US-amerikanischer Leichtathlet                                                                           | 65    |       |
| 20. Mai | Otto Hollstein                     | deutscher Musiker und Komponist                                                                          | 85    |       |
| 20. Mai | Josef Priller                      | deutscher Jagdflieger im Zweiten Weltkrieg                                                               | 45    |       |
| 20. Mai | Hilde Schneider                    | deutsche Bühnen- und Filmschauspielerin                                                                  | 46    |       |
| 21. Mai | François Albert-Buisson            | französischer Richter, Manager und Politiker                                                             | 80    |       |
| 21. Mai | Angela Drechsler                   | deutsche Heimatforscherin und Musiklehrerin                                                              | 77    |       |
| 21. Mai | August Ewerbeck                    | deutscher Maler                                                                                          | 86    |       |
| 21. Mai | Ludwig Praehauser                  | österreichischer Kunsterhistoriker                                                                       | 83    |       |
| 21. Mai | Israel Schumacher                  | jüdischer Schauspieler                                                                                   | 53    |       |
| 21. Mai | John H. Trumbull                   | US-amerikanischer Politiker                                                                              | 88    |       |
| 22. Mai | Edward F. Cline                    | US-amerikanischer Schauspieler, Drehbuchautor und Regisseur                                              | 68    |       |
| 22. Mai | Imre Csáky                         | ungarischer Politiker, September bis Dezember 1920 Außenminister                                         | 79    |       |
| 22. Mai | Joan Davis                         | US-amerikanische Schauspielerin                                                                          | 48    |       |
| 22. Mai | Paul Franke                        | deutscher Politiker (NSDAP), MdR, MdL                                                                    | 69    |       |
| 22. Mai | Hermann Koenig                     | deutscher Landschaftsarchitekt                                                                           | 77    |       |
| 22. Mai | Lionel Lindsay                     | australischer Maler, Grafiker und Kunstkritiker                                                          | 86    |       |
| 22. Mai | Arturo Pompeati                    | italienischer Italianist und Literarhistoriker                                                           | 81    |       |
| 23. Mai | Egon Brosig                        | deutscher Schauspieler und Sänger                                                                        | 71    |       |
| 23. Mai | Oswald Lehnich                     | deutscher Politiker (NSDAP), Wirtschaftsminister von Württemberg                                         | 65    |       |
| 23. Mai | Percy Lyham Loraine                | britischer Botschafter                                                                                   | 80    |       |
| 23. Mai | Adela Pankhurst                    | britisch-australische Suffragette                                                                        | 75    |       |
| 23. Mai | Turu Rizzo                         | maltesischer Wasserballspieler, Ausdauerrekordler                                                        | 67    |       |
| 23. Mai | Frank Roberts                      | englischer Fußballspieler                                                                                | 68    |       |
| 23. Mai | Oswald Rösler                      | deutscher Bankmanager                                                                                    | 73    |       |
| 23. Mai | Alois Stimakovits                  | österreichischer Politiker (ÖVP), Landtagsabgeordneter im Burgenland                                     | 63    |       |
| 24. Mai | George E. Cryer                    | US-amerikanischer Politiker                                                                              | 86    |       |
| 24. Mai | Hugo Franz Kirsch                  | österreichischer Kleinbildhauer und Keramiker der Wiener Werkstätte                                      | 87    |       |
| 24. Mai | George W. Pepper                   | US-amerikanischer Politiker                                                                              | 94    |       |
| 24. Mai | J. A. O. Preus                     | US-amerikanischer Politiker                                                                              | 77    |       |
| 24. Mai | Karl Priefert                      | deutscher Kommunalpolitiker und Gewerkschafter                                                           | 82    |       |
| 24. Mai | Wilhelm Tophinke                   | deutscher Bildhauer                                                                                      | 68    |       |
| 24. Mai | Hermann Wäscher                    | deutscher Architekt, Kunsthistoriker und Denkmalpfleger                                                  | 73    |       |
| 24. Mai | August Osvald Westrèn-Doll         | deutschbaltischer lutherischer Theologe und Pfarrer                                                      | 78    |       |
| 25. Mai | Josef Balve                        | deutscher Reichsgerichtsrat                                                                              | 78    |       |
| 25. Mai | Hermann Gerstmayer                 | deutscher Schriftsteller                                                                                 | 74    |       |
| 25. Mai | Heinz Gützlaff                     | deutscher kommunistischer Widerstandskämpfer                                                             | 55    |       |
| 25. Mai | Erich Warnecke                     | deutscher Maler                                                                                          | 56    |       |
| 26. Mai | Seán Murray                        | irischer Politiker                                                                                       | 62    |       |
| 27. Mai | Maria Fris                         | deutsche Ballerina                                                                                       | 28    |       |
| 27. Mai | Lauri Halonen                      | finnischer Leichtathlet                                                                                  | 67    |       |
| 27. Mai | Ferdinand Heseding                 | deutscher Bildhauer                                                                                      | 67    |       |
| 27. Mai | Carl Lindeberg                     | schwedischer Maler, Illustrator und Gebrauchsgrafiker, von dem viele Illustrationen für Karl May stammen | 84    |       |
| 27. Mai | Gustav Wirsching                   | deutscher Musikpädagoge                                                                                  | 66    |       |
| 28. Mai | Erich Kops                         | deutscher Parteifunktionär (SPD, KPD, SED), MdV                                                          | 56    |       |
| 28. Mai | Maurice Levaillant                 | französischer Dichter, Romanist und Literaturwissenschaftler                                             | 78    |       |
| 28. Mai | William Ridgley                    | US-amerikanischer Jazz-Posaunist                                                                         | 79    |       |
| 29. Mai | Arnold Gesell                      | US-amerikanischer Kinderarzt, Mitbegründer der Entwicklungspsychologie                                   | 80    |       |
| 29. Mai | Uuno Klami                         | finnischer Komponist                                                                                     | 60    |       |
| 29. Mai | Eugen Scotoni                      | Schweizer Unternehmer in der Bau- und Filmbranche                                                        | 87    |       |
| 30. Mai | Else Bassermann                    | deutsche Schauspielerin                                                                                  | 83    |       |
| 30. Mai | Werner Richard Heymann             | deutscher Komponist und Dirigent                                                                         | 65    |       |
| 30. Mai | Bodo Kroehl                        | deutscher Politiker (CDU)                                                                                | 88    |       |
| 30. Mai | Benjamin Mintz                     | israelischer Politiker                                                                                   | 58    |       |
| 30. Mai | Rafael Leónidas Trujillo Molina    | Politiker und Staatschef der Dominikanischen Republik                                                    | 69    |       |
| 30. Mai | Eilhard Erich Pauls                | deutscher Autor und Gymnasiallehrer                                                                      | 83    |       |
| 30. Mai | Joseph Pearman                     | US-amerikanischer Geher                                                                                  | 69    |       |
| 30. Mai | Anton Powolny                      | österreichischer Fußballspieler                                                                          | 62    |       |
| 30. Mai | Paul Siegel                        | deutscher Jurist und Notar                                                                               | 80    |       |
| 30. Mai | Yümnü Üresin                       | türkischer Militär und Politiker                                                                         |       |       |
| 30. Mai | Martha Vogeler                     | erste Ehefrau des Malers Heinrich Vogeler                                                                | 81    |       |
| 31. Mai | Michael Barne                      | britischer Marineoffizier und Polarforscher                                                              | 83    |       |
| 31. Mai | Rudolf Freyer                      | österreichischer Politiker, Landtagsabgeordneter                                                         | 75    |       |
| 31. Mai | Roger Gavoury                      | französischer Polizeichef                                                                                | 50    |       |
| 31. Mai | Gottfried Herrmann                 | deutscher Regisseur, Schauspieler, und Intendant                                                         | 45    |       |
| 31. Mai | Josef Knubel                       | Schweizer Bergsteiger-, Berg- und Skiführerpionier                                                       | 80    |       |
| 31. Mai | William A. Rowan                   | US-amerikanischer Politiker                                                                              | 78    |       |
| Mai     | Peter Birkenholz                   | deutscher Architekt                                                                                      | 84    |       |
| Mai     | Alexandre Girard-Bille             | Schweizer Skisportler                                                                                    |       |       |

## Juni
| Tag      | Name                                   | Beruf, bekannt als                                                                                              | Alter | Beleg |
| -------- | -------------------------------------- | --- | ----- | ----- |
| 1. Juni  | Shane Summers                          | britischer Formel-1-Rennfahrer                                                                                  | 24    |       |
| 1. Juni  | Johann Zerdik                          | österreichischer Politiker (CSP), Abgeordneter zum Nationalrat                                                  | 83    |       |
| 2. Juni  | Otto Bauknecht                         | deutscher Polizeipräsident (Köln)                                                                               | 85    |       |
| 2. Juni  | Lotte Erol                             | österreichische Schauspielerin und Sängerin                                                                     | 76    |       |
| 2. Juni  | Chéri Hérouard                         | französischer Illustrator                                                                                       | 80    |       |
| 2. Juni  | George Simon Kaufman                   | US-amerikanischer Bühnen- und Drehbuchautor                                                                     | 71    |       |
| 2. Juni  | Charlotte Leubuscher                   | deutsche Sozial- und Wirtschaftswissenschaftlerin                                                               | 72    |       |
| 2. Juni  | Gottfrid Lindsten                      | US-amerikanischer Politiker                                                                                     | 73    |       |
| 2. Juni  | Per Mathiesen                          | norwegischer Turner                                                                                             | 76    |       |
| 2. Juni  | Rudolf Nitschke                        | deutscher Kunstmaler                                                                                            | 58    |       |
| 2. Juni  | Alan Pennington                        | britischer Sprinter                                                                                             | 45    |       |
| 2. Juni  | Antonio Vieux                          | haitianischer Schriftsteller, Politiker und Diplomat                                                            | 56    |       |
| 2. Juni  | Louis de Wohl                          | deutscher Schriftsteller, Drehbuchautor und Astrologe                                                           | 58    |       |
| 3. Juni  | J. Harold Flannery                     | US-amerikanischer Politiker                                                                                     | 63    |       |
| 03. Juni | Donald Gwinn                           | US-amerikanischer Leichtathlet                                                                                  | 58    |       |
| 3. Juni  | Albert Stohr                           | deutscher Geistlicher, Bischof von Mainz                                                                        | 70    |       |
| 3. Juni  | John Stone                             | US-amerikanischer Filmproduzent und Drehbuchautor                                                               | 72    |       |
| 3. Juni  | Henri Wernli                           | Schweizer Schwinger und Freistilringer                                                                          | 63    |       |
| 4. Juni  | William Astbury                        | englischer Physiker und Molekularbiologe                                                                        | 63    |       |
| 4. Juni  | Viktor Adolf zu Bentheim und Steinfurt | deutscher Adliger                                                                                               | 77    |       |
| 4. Juni  | Georg Winter                           | deutscher Historiker, Archivar und erster Direktor des Bundesarchivs                                            | 66    |       |
| 5. Juni  | Curt Johannes Braun                    | deutscher Drehbuchautor                                                                                         | 57    |       |
| 5. Juni  | Eduard Cruse                           | deutscher Generalmajor der Reichswehr                                                                           | 87    |       |
| 5. Juni  | Ludwik Fleck                           | polnischer Mikrobiologe, Mediziner und Erkenntnistheoretiker                                                    | 64    |       |
| 5. Juni  | Carl Hahn senior                       | deutsch-österreichischer Automobilbauer und Unternehmer                                                         | 67    |       |
| 5. Juni  | Willi Heer                             | deutscher Politiker (NSDAP), MdR                                                                                | 66    |       |
| 5. Juni  | Anton Spatny                           | österreichischer Politiker und Angestellter                                                                     | 60    |       |
| 5. Juni  | Nuri Yamut                             | türkischer General                                                                                              |       |       |
| 6. Juni  | Carl Gustav Jung                       | Schweizer Arzt und Psychoanalytiker                                                                             | 85    |       |
| 6. Juni  | Alfons Karpiński                       | polnischer Maler                                                                                                | 86    |       |
| 6. Juni  | Eduardo Morilla                        | spanischer Fußballspieler                                                                                       |       |       |
| 6. Juni  | Anuschawan Ter-Gewondjan               | armenischer Komponist                                                                                           | 74    |       |
| 6. Juni  | Ioannis Theotokis                      | griechischer Politiker und Ministerpräsident                                                                    |       |       |
| 7. Juni  | Chester I. Barnard                     | US-amerikanischer Unternehmensleiter, soziologischer Management-Theoretiker                                     | 74    |       |
| 7. Juni  | Hans Büchel                            | deutscher Landwirt und Politiker                                                                                | 67    |       |
| 7. Juni  | Reginald Fletcher                      | britischer Politiker (Liberal Party, Labour Party)                                                              | 76    |       |
| 7. Juni  | Israel Schochat                        | Zionist |       |       |
| 7. Juni  | Carl Waninger                          | deutscher Ingenieur und Erfinder                                                                                | 79    |       |
| 8. Juni  | Raimund Bachmann                       | österreichischer Landespolitiker (SDAP, KPÖ)                                                                    | 79    |       |
| 8. Juni  | Olav Bjaaland                          | norwegischer Skisportler und Polarforscher                                                                      | 88    |       |
| 8. Juni  | Heinrich Damisch                       | österreichischer Musikschriftsteller                                                                            | 88    |       |
| 8. Juni  | Antonio Urdinarán                      | uruguayischer Fußballspieler                                                                                    | 62    |       |
| 9. Juni  | Carlo Anti                             | italienischer Klassischer Archäologe                                                                            | 72    |       |
| 9. Juni  | Arnstein Arneberg                      | norwegischer Architekt                                                                                          | 78    |       |
| 9. Juni  | Ernest Beaux                           | russischer Parfümeur                                                                                            | 79    |       |
| 9. Juni  | Camille Guérin                         | französischer Veterinär, Bakteriologe und Immunologe                                                            | 88    |       |
| 9. Juni  | Jeannie Gunn                           | australische Schriftstellerin und Lehrerin                                                                      | 91    |       |
| 9. Juni  | Florian Lorz                           | deutscher Landwirt, Agrarjournalist und -politiker                                                              | 61    |       |
| 9. Juni  | Henry Royds Pownall                    | britischer Generalleutnant                                                                                      | 73    |       |
| 09. Juni | Philip Rogers                          | kanadischer Segler                                                                                              | 53    |       |
| 10. Juni | Kateryna Bilokur                       | ukrainische Künstlerin und Meisterin der bildenden Volksmalerei, Vertreterin der naiven Kunst                   | 60    |       |
| 10. Juni | Michael Buchberger                     | deutscher Geistlicher, 74. Bischof von Regensburg                                                               | 87    |       |
| 10. Juni | Louis Réau                             | französischer Kunsthistoriker                                                                                   | 80    |       |
| 10. Juni | Erich Silbersiepe                      | deutscher Tierarzt                                                                                              | 80    |       |
| 10. Juni | Harry Hermann Spitz                    | österreichischer Musiker, Rundfunkredakteur und Orchesterleiter                                                 | 62    |       |
| 11. Juni | Konrad Dickhardt                       | deutscher Politiker (SPD), MdA                                                                                  | 61    |       |
| 11. Juni | Daniel Hoan                            | US-amerikanischer Politiker                                                                                     | 80    |       |
| 11. Juni | Katayama Masao                         | japanischer Chemiker                                                                                            | 83    |       |
| 11. Juni | Lukas                                  | Erzbischof von Simferopol und Krim und Bischof von Taschkent, Heiliger der Russisch-orthodoxen Kirche           | 84    |       |
| 11. Juni | Alfred van Nüß                         | deutscher Schachmeister                                                                                         | 63    |       |
| 11. Juni | Gert Raschke                           | deutscher Bundesrichter                                                                                         | 61    |       |
| 12. Juni | Else Luthmer                           | deutsche Malerin                                                                                                | 81    |       |
| 13. Juni | Christian Hansen                       | dänischer Turner                                                                                                | 69    |       |
| 13. Juni | Vytautas Kairiūkštis                   | litauischer Maler und Kunstwissenschaftler                                                                      | 70    |       |
| 13. Juni | René Mercet                            | Schweizer Fußballschiedsrichter                                                                                 | 62    |       |
| 13. Juni | Francis Richards                       | britischer Segler                                                                                               | 81    |       |
| 14. Juni | Edgar Van Nuys Allen                   | US-amerikanischer Arzt                                                                                          | 60    |       |
| 14. Juni | Eulabee Dix                            | US-amerikanische Malerin und Miniaturistin                                                                      | 82    |       |
| 14. Juni | Alfred Faust                           | deutscher Politiker (USPD, SPD), MdR, MdBB                                                                      | 77    |       |
| 14. Juni | Albert Maier                           | deutscher Schulleiter und Autor                                                                                 | 88    |       |
| 14. Juni | Eddie Polo                             | US-amerikanischer Schauspieler                                                                                  | 86    |       |
| 15. Juni | Giulio Cabianca                        | italienischer Rennfahrer                                                                                        | 38    |       |
| 15. Juni | Karel Engliš                           | tschechischer Ökonom, Politologe                                                                                | 80    |       |
| 15. Juni | Julius Klein                           | US-amerikanischer Historiker und Wirtschaftsexperte                                                             |       |       |
| 15. Juni | Peyami Safa                            | türkischer Schriftsteller                                                                                       | 62    |       |
| 15. Juni | Adolf Schoyer                          | deutscher Industrieller                                                                                         | 88    |       |
| 15. Juni | Karl-Heinz Teuber                      | deutscher Lagerzahnarzt in Konzentrationslagern und SS-Sturmbannführer                                          | 53    |       |
| 15. Juni | Eduardo Torroja Miret                  | spanischer Bauingenieur und Architekt                                                                           | 61    |       |
| 15. Juni | Dāvids Veiss                           | russischer Sportschütze                                                                                         | 81    |       |
| 16. Juni | Max Curt Bille                         | deutscher Marionettenspieler                                                                                    | 76    |       |
| 16. Juni | Kurt Feuerriegel                       | deutscher Kunstkeramiker                                                                                        | 81    |       |
| 16. Juni | Marcel Junod                           | Schweizer Arzt                                                                                                  | 57    |       |
| 16. Juni | Ralph Rensen                           | britischer Motorradrennfahrer                                                                                   | 28    |       |
| 16. Juni | Martin Schmidt                         | deutscher Kommunist, Präsident der Deutschen Notenbank der DDR (1958–1961)                                      | 56    |       |
| 17. Juni | Hermann Alexander Brassert             | deutsch-US-amerikanischer Stahlunternehmer                                                                      | 86    |       |
| 17. Juni | Jeff Chandler                          | US-amerikanischer Filmschauspieler                                                                              | 42    |       |
| 17. Juni | Thomas Darden                          | US-amerikanischer Marineoffizier                                                                                | 60    |       |
| 17. Juni | Adalbert Herwig                        | deutscher Politiker (NSDAP), MdR                                                                                | 60    |       |
| 17. Juni | Paul Hirsch                            | deutscher Historiker                                                                                            | 78    |       |
| 18. Juni | George H. Bender                       | US-amerikanischer republikanischer Politiker                                                                    | 64    |       |
| 18. Juni | Marcel Cressot                         | französischer Romanist und Stilforscher                                                                         | 65    |       |
| 18. Juni | Tassilo Grimmeiß                       | deutscher Jurist und parteiloser Kommunalpolitiker                                                              | 51    |       |
| 18. Juni | Leopold Haidenthaler                   | österreichischer Schmetterlingssammler                                                                          |       |       |
| 18. Juni | Josef Obeth                            | deutscher Bildhauer                                                                                             | 86    |       |
| 18. Juni | Hermann Fürchtegott Reemtsma           | deutscher Unternehmer, Fabrikant und Mäzen                                                                      | 68    |       |
| 18. Juni | Johannes Wolf                          | deutscher Winzer und Politiker (BVP, CDU), MdL                                                                  | 75    |       |
| 19. Juni | Augusto Barcia Trelles                 | spanischer Historiker, Politiker, Ministerpräsident von Spanien                                                 | 80    |       |
| 19. Juni | Wilhelm Diepenbach                     | deutscher Archivar, Bibliothekar und Historiker                                                                 | 73    |       |
| 19. Juni | Nikolai Nikolajewitsch Katschalow      | russischer Chemiker und Hochschullehrer                                                                         | 77    |       |
| 19. Juni | Agostino Nizzola                       | Schweizer Maschinenbauingenieur                                                                                 | 92    |       |
| 19. Juni | Gustav Schädler                        | liechtensteinischer Politiker                                                                                   | 77    |       |
| 19. Juni | Ludwig Seitz                           | deutscher Frauenarzt und Hochschullehrer                                                                        | 89    |       |
| 20. Juni | Mathias Bollinger                      | deutscher Förster und Hegemeister                                                                               | 102   |       |
| 20. Juni | Guy Maunsell                           | britischer Bauingenieur                                                                                         | 76    |       |
| 21. Juni | Elena Lauri                            | dänisch-deutsche Schlagersängerin                                                                               | 54    |       |
| 21. Juni | Wilhelm Tuschen                        | deutscher römisch-katholischer Geistlicher und Weihbischof in Paderborn                                         | 58    |       |
| 22. Juni | Cheikh Raymond                         | französisch-jüdischer Ma'luf-Musiker (Sänger und Oud-Spieler)                                                   | 48    |       |
| 22. Juni | Hildegard von der Gablentz             | deutsche Politikerin (CDU), MdA                                                                                 | 59    |       |
| 22. Juni | Maria von Rumänien                     | Königin des Königreiches der Serben, Kroaten und Slowenen                                                       | 61    |       |
| 22. Juni | José de Mesquita                       | brasilianischer Dichter, Romantiker und Geschichtsschriftsteller, Historiograph, Journalist, Essayist, Genea... | 69    |       |
| 22. Juni | Johannes Petermann                     | deutscher Politiker (Zentrum, CDU), Oberbürgermeister von Osnabrück                                             | 75    |       |
| 22. Juni | George Strange                         | kanadischer Ruderer                                                                                             | 80    |       |
| 23. Juni | Aono Suekichi                          | japanischer Literaturkritiker und -wissenschaftler                                                              | 71    |       |
| 23. Juni | Ludmila Bertlová                       | tschechische Konzertviolinistin                                                                                 | 47    |       |
| 23. Juni | Georg Boock                            | deutscher Kommunalpolitiker (USPD, SPD, KPD, SED), Städtebundsvorsitzender                                      | 69    |       |
| 23. Juni | Werner Gilles                          | deutscher Maler                                                                                                 | 66    |       |
| 23. Juni | Albert Grenier                         | französischer Althistoriker, Religionswissenschaftler und Archäologe                                            | 83    |       |
| 23. Juni | Richard Gunn                           | britischer Boxer                                                                                                | 90    |       |
| 23. Juni | Bertrand Koppensteiner                 | österreichischer Geistlicher                                                                                    | 84    |       |
| 23. Juni | Nikolai Andrejewitsch Malko            | ukrainischer Dirigent                                                                                           | 78    |       |
| 23. Juni | Walter Melzer                          | deutscher General der Infanterie im Zweiten Weltkrieg                                                           | 66    |       |
| 23. Juni | Ernst Pridöhl                          | deutscher Landwirt und Politiker (LDPD)                                                                         | 59    |       |
| 23. Juni | Karl Sieger                            | deutscher Verwaltungsjurist                                                                                     | 77    |       |
| 24. Juni | Annie Bruin                            | niederländische Malerin und Zeichnerin                                                                          | 81    |       |
| 24. Juni | Miloš Jirko                            | tschechischer Redakteur, Dichter, Bibliothekar und Übersetzer                                                   | 61    |       |
| 25. Juni | Mary Blathwayt                         | englisch-britische Frauenrechtlerin und Suffragette                                                             | 82    |       |
| 25. Juni | Vincenzo Colli                         | italienischer Skilangläufer                                                                                     | 61    |       |
| 25. Juni | Julius Edward Dillon                   | US-amerikanischer römisch-katholischer Ordensgeistlicher, Apostolischer Präfekt von Shashi                      | 64    |       |
| 25. Juni | Miriam A. Ferguson                     | US-amerikanische Politikerin                                                                                    | 86    |       |
| 25. Juli | Emilio de la Forest de Divonne         | italienischer Jurist, Politiker und Sportfunktionär                                                             | 61    |       |
| 25. Juni | Jorge Mañach                           | kubanischer Politiker und Außenminister                                                                         | 63    |       |
| 25. Juni | John Alexander Douglas McCurdy         | kanadischer Flugpionier und Politiker                                                                           | 74    |       |
| 25. Juni | Rudolf Staub                           | Schweizer Geologe                                                                                               | 71    |       |
| 26. Juni | Walter Bauhuis                         | deutscher Bibliothekar                                                                                          | 55    |       |
| 26. Juni | Max Beringer                           | deutscher Maler und Grafiker                                                                                    | 75    |       |
| 26. Juni | Andrzej Bobkowski                      | polnischer Schriftsteller und Essayist                                                                          | 47    |       |
| 26. Juni | François Charles-Roux                  | französischer Botschafter, Manager, Historiker                                                                  | 81    |       |
| 26. Juni | Maria Mathi                            | deutsche Schriftstellerin und Lyrikerin                                                                         | 71    |       |
| 26. Juni | Gustav Wais                            | deutscher Journalist, Denkmalpfleger und Heimatforscher                                                         | 77    |       |
| 27. Juni | Muchtar Äuesow                         | kasachischer Schriftsteller                                                                                     | 63    |       |
| 27. Juni | Camille Couture                        | kanadischer Violinist, Musikpädagoge und Geigenbauer                                                            | 85    |       |
| 27. Juni | Alfred Daiber                          | deutscher Architekt und Baubeamter                                                                              | 75    |       |
| 27. Juni | Hélène Dutrieu                         | belgische Pilotin und Pionierin der Luftfahrt                                                                   | 83    |       |
| 27. Juni | Alexander Michailowitsch Korotkow      | Generalmajor des sowjetischen Auslandsnachrichtendienstes                                                       | 51    |       |
| 27. Juni | Josef Mayer                            | Präsident des Bundesrechnungshofes (1950–1957)                                                                  | 73    |       |
| 27. Juni | Gustav-Adolf Prinz                     | deutscher Politiker (KPD), MdL                                                                                  | 60    |       |
| 27. Juni | Adolf Schemel                          | österreichischer Jurist und Politiker, Landtagsabgeordneter                                                     | 80    |       |
| 28. Juni | Arthur Allers                          | norwegischer Segler                                                                                             | 85    |       |
| 28. Juni | Manuel Marinho Alves                   | brasilianischer Fußballspieler                                                                                  | 35    |       |
| 28. Juni | Alessandro Del Vita                    | italienischer Kunstkritiker, Kunsthistoriker und Museumsdirektor                                                | 76    |       |
| 28. Juni | Max Dingler                            | deutscher Zoologe und Mundartdichter                                                                            | 78    |       |
| 28. Juni | Hans Faltin                            | deutscher Energietechniker mit dem Spezialgebiet technische Thermodynamik                                       | 64    |       |
| 28. Juni | Yrjö Leino                             | finnischer Politiker, Mitglied des Reichstags                                                                   | 64    |       |
| 28. Juni | Cesare Zanzottera                      | italienischer Radrennfahrer                                                                                     | 74    |       |
| 29. Juni | Anna Capodaglio                        | italienische Schauspielerin                                                                                     | 81    |       |
| 29. Juni | Elof Ericsson                          | schwedischer Politiker, Mitglied des Riksdag                                                                    | 73    |       |
| 29. Juni | Georges Charles Guillain               | französischer Neurologe                                                                                         | 85    |       |
| 29. Juni | Gustav Šamšalović                      | jugoslawischer Germanist und Hochschulprofessor                                                                 | 82    |       |
| 29. Juni | Kamilo Tončić-Sorinj                   | jugoslawischer Architekt und Museumsleiter                                                                      | 82    |       |
| 30. Juni | Lee De Forest                          | US-amerikanischer Ingenieur und Erfinder                                                                        | 87    |       |
| 30. Juni | Hermann Honnef                         | deutscher Erfinder und Windenergiepionier                                                                       | 82    |       |
| 30. Juni | Kurt Meister                           | deutscher Schauspieler, Theater- und Hörspielregisseur, Autor, Hörspiel- und Synchronsprecher                   | 60    |       |
| 30. Juni | Heinrich August Metzler                | deutscher Politiker der CDU                                                                                     | 78    |       |
| 30. Juni | Hubert Rickelmann                      | deutscher Heimatforscher und Autor                                                                              | 78    |       |
| 30. Juni | Frederick Harold Stewart               | australischer Politiker und Außenminister                                                                       | 76    |       |
| 30. Juni | Conrad Trubenbach                      | US-amerikanischer Schwimmer und Wasserballspieler                                                               | 78    |       |